# 裸名
裸名（らめい、羅：nomen nudum, 複 nomina nuda）とは分類学（特に動物と植物の命名法）において用いられる用語で、あたかもその生物の学名であるかの様に命名されたり、元々学名になることを目指して付けられたが、記載（ないし記載への文献参照）が不十分（もしくはまだ不十分）であるために学名として認められなかった名称を指す。そのために「裸」の名前と呼ばれて、現在有効な学名であるとは認められてはいないのである。これを正式な学名と同じ様に斜体で書かれるべきかに関しては、決められていない。
ある裸名が正式な学名の要件を満たせなくとも、後世の記載者によって同じ名称が正式な学名として公表されることがある。もし同じ記載者が初めは裸名として、後に正式な学名としての条件を満たして公表した場合、記載日は後者となり、すなわち正式な公表をもってその学名が成立したとされる。

## 動物学
動物命名法のルールでは裸名は「不適格（unavailable）」とされる。『国際動物命名規約』の用語集ではこのように定義されている
：
裸名. nomen nudum (複 nomina nuda)；1931年よりも前に公表されたものでは条12に，そして1930年よりも後に公表されたものでは条13に，それぞれ合致しない学名．[…]
同規約の条文ではこのようにもある：
12.1. 適格であるためには，1931年よりも前に公表された新学名はどれも…その学名が示すタクソンの記載または定義，もしくは指示［そのような記載または定義への文献参照］が添えられていなければならない．

13.1. 適格であるためには，1930年よりも後に公表された新学名はどれも…そのタクソンを識別するための形質を言葉で示した記載もしくは定義を伴わなければならない．あるいは既に公表されている言明への文献参照を伴わなければならない．

## 植物学
植物学における命名法では裸名は「正式発表されていない（not validly published）」とされる。『国際藻類・菌類・植物命名規約』の用語集にはこのように定義されている：
記載もしくは記相，もしくは記載もしくは記相への文献参照の伴わない新タクソン名．
記相もしくは記載の要件は条32, 36, 41, 42 および 44 で扱われている。